# La reina del flow
La reina del flow és una sèrie de televisió colombiana produïda per Teleset i Sony Pictures Television, per a Caracol Televisión l'any 2018. És protagonitzada per Carolina Ramírez, Carlos Torres i Andrés Sandoval; amb les participacions antagòniques de Lucho Velasco, Diana Wiswell i Pacho Rueda. Compte, a més, amb les actuacions estel·lars de Mabel Moreno i Adriana Arango, i la participació especial de María José Vargas, Guillermo Blanco i Juan Manuel Restrepo; els qui interpreten als protagonistes en la seva etapa juvenil.

## Trama
Yeimi Montoya (María José Vargas) és una cantant colombiana de 17 anys que estudiava i ajudava als seus pares en el negoci que tenien. Ella tenia un do per a les rimes i ritmes musicals, però és un secret que ha guardat durant diversos anys. Va estar enamorada del seu company de classes i veí Charly, a qui li ha escrit moltes cançons i que manté en secret en la seva llibreta, la qual protegeix i cuida com si fos el seu propi fill. Però per desgràcia una tragèdia ocorre i els seus pares són assassinats, ella confia la seva llibreta on estan totes les seves cançons en qui no devia i cau a les mans de la persona que li destrueix la seva felicitat i li arrabassa la seva llibertat, condemnant-la a més de 17 anys a presó.
Disset anys més tard, Yeimy surt de presó després d'arribar a un acord amb les autoritats, per així començar amb la seva venjança en contra de l'home que tant va estimar i va confiar i que ara odia amb tota la seva ànima. Yeimi Montoya (Carolina Ramírez) d'adulta, deixarà de ser qui és per convertir-se en una nova dona anomenada Tammy Andrade, una dona de 34 anys que es dedica a la producció musical i a buscar nous talents en la indústria. Ara amb el suport de noves persones i tota la seva fama, buscarà la manera de seguir amb el seu pla de venjança, encara que de vegades tot doni un gir inesperat.
D'altra banda Charly Cruz (Juan Manuel Restrepo), és un jove que té moltes seguidores i que torna boges a les dones amb les seves cançons, se sent el rei del flow, encara que la realitat és una altra. Ja que és un mentider, fals i covard. Ell és qui enamora a Yeimy per així poder obtenir fama a través de les seves cançons sense importar-li absolutament gens, li va arrabassar els seus somnis de ser cantant i la va condemnar a viure una vida miserable a la presó. Anys més tard, ara convertit en Charly Flow (Carlos Torres) és un dels cantants més famosos a nivell nacional en tota Colòmbia, i ha format una família amb el seu amor de joventut Gema (Mabel Moreno) amb qui té una filla. Ara amb la seva nova vida ja no és el mateix jove d'anys enrere, doncs ara és molt mesquí, egocèntric i una pitjor persona. Doncs també treballa amb el seu oncle Manín (Lluito Velasco), un narcotraficant colombià que resideix a la ciutat de Medellín.
Però malgrat tot, no tot és desgràcia per a la vida de Yeimy, doncs compta amb el suport del seu amic incondicional Juan Camilo, o més conegut com a Juancho (Guillermo Blanco), és un jove de 17 anys que cuida als seus germans petits des que la seva mare els va abandonar per anar-se a viure una millor vida. Ell guarda un gran secret, i és que està enamorat de Yeimy, la qual cosa fa que entre en conflicte amb el seu amic des de la infància Charly, doncs no només això fa que se separin, sinó també la seva arrogància i la seva ambició. Anys més tard, Juancho (Andrés Sandoval) compleix el seu somni de ser productor musical juntament amb l'ajut del seu amic El Búho amb qui crea una companyia. La seva vida des que Yeimy no està va canviar completament i ara està compromès amb Catalina, la millor amiga de Yeimi en la joventut. Encara que la seva relació amb ella sigui estable, aviat s'adonarà que no serà així, doncs el seu amor per Yeimy mai va canviar. De sobte Yeimy irromp en la vida de Juancho, ara com Tammy Andrade, i ell sense adonar-se que Tammy és el seu amor de joventut, comença a sentir atracció cap a ella, àdhuc creient que Yeimy va morir a la presó on estava reclosa.

## Repartiment
- Carolina Ramírez com Yeimy Montoya Vélez / Tamy Andrade
- Carlos Torres com Carlos Cruz "Charly Flow"
- Andrés Sandoval com Juan "Juancho" Camilo Mesa
- Adriana Arango com Ligia Martínez de Cruz
- Mabel Moreno com Gema Granados de Cruz
- Lluito Velasco com Dúver "Manín" Cruz
- Pacho Rueda com Lucio
- Diana Wiswell com Catalina "Cata" Bedoya
- Mariana Garzón com Vanessa "Vane" Cruz Granados
- Marcos Andrés Carreño «Kiño» com Axel[3]
- Sebastián Silva Martínez com Alberto Espitia "Pite"
- María José Vargas com Yeimy, de jove
- Guillermo Blanco com Juancho, de jove
- Juan Manuel Restrepo com "Charly Flow", de jove / Erick Mateo "Pezkoi" Cruz Montoya
- David Ojalvo com Ben Rizzo[4]
- Alejandro Otero com Jack Del Castell
- Valentina Lizcano com Zulma[5]
- Kevin Bury com Chris Vega[6]
- Mariana Gómez com "L'Huracà/El Huracán" Irma Serna
- Eduardo López com Rucko
- Lina Cardona com Carolina Pizarro
- Miroslava Morales com Lyl Fanny[7][8]
- Carmenza Cossio com Carmenza de Montoya
- Juliana Moreno com Lina Mesa
- Humberto Rivera com a Detective Contreras
- Adrián Jiménez com Carrancho
- Valeria Bertagnini com Gloria
- Vannesa Di Quatro com Rosalía

### Convidats especials (Cameos)[9][10]
- Sebastián Yatra com Ell mateix
- Karol G com Ella mateixa
- Paty Cantú com Ella mateixa
- Joey Montana com Ell mateix
- Feid com Ell mateix

## Episodis
Conté 1 temporada de 82 episodis. La primera emissió va ser el 12 de juny de 2018 i la darrera el 9 d'octubre de 2018.

## Recepció i crítica
L'estrena de la telenovel·la va ocupar el primer lloc, essent el programa més vist a Colòmbia a nivell nacional. La seva estrena va fer una mitjana d'un total de 15.4 milions d'espectadors, superant als programes més vists de Caracol Televisión com Sin Paraiso i Desafiamentos súper humanos. Després del primer episodi diversos espectadors van treure conclusions que la sèrie estava basada en la vida del cantant Maluma, a causa de l'aparença, els tatuatges i el vestuari del personatge Charly Flow interpretat per Carlos Torres. Torres va dir respecte a això: «Maluma va ser una referència per a la creació d'aquest personatge, així com Sebastián Yatra, J Balvin, Pis 21 i Reykon, entre uns altres». És considerada un dels programes més vist de la cadena durant tot el 2018 amb 16.8 punts de ràting de mitjana.